# دفدوف
الدَّفْدُوف هو جنس من الأسماك البحرية شعاعية الزعانف من فصيلة سمكة الفراشة. مهدها المحيطين الهندي والهادئ. أعضاء هذا الجنس لا ترتبط ارتباطًا وثيقًا بالشوش رغم تشابه مظهرها.

## صفات
تتميز أنواع الدفدوف باستطالة العمود الفقري الرابع في الزعنفة الظهرية ، أو حتى تشكيل خيوط. القمم فوق الحجاجية عند البالغين لها أشواك أو نتوءات تشبه القرن. عادة ما يكون لديهم سنام ، أو على الأقل نمو عظمي قوي على مؤخر العنق. 

## معرض الصور

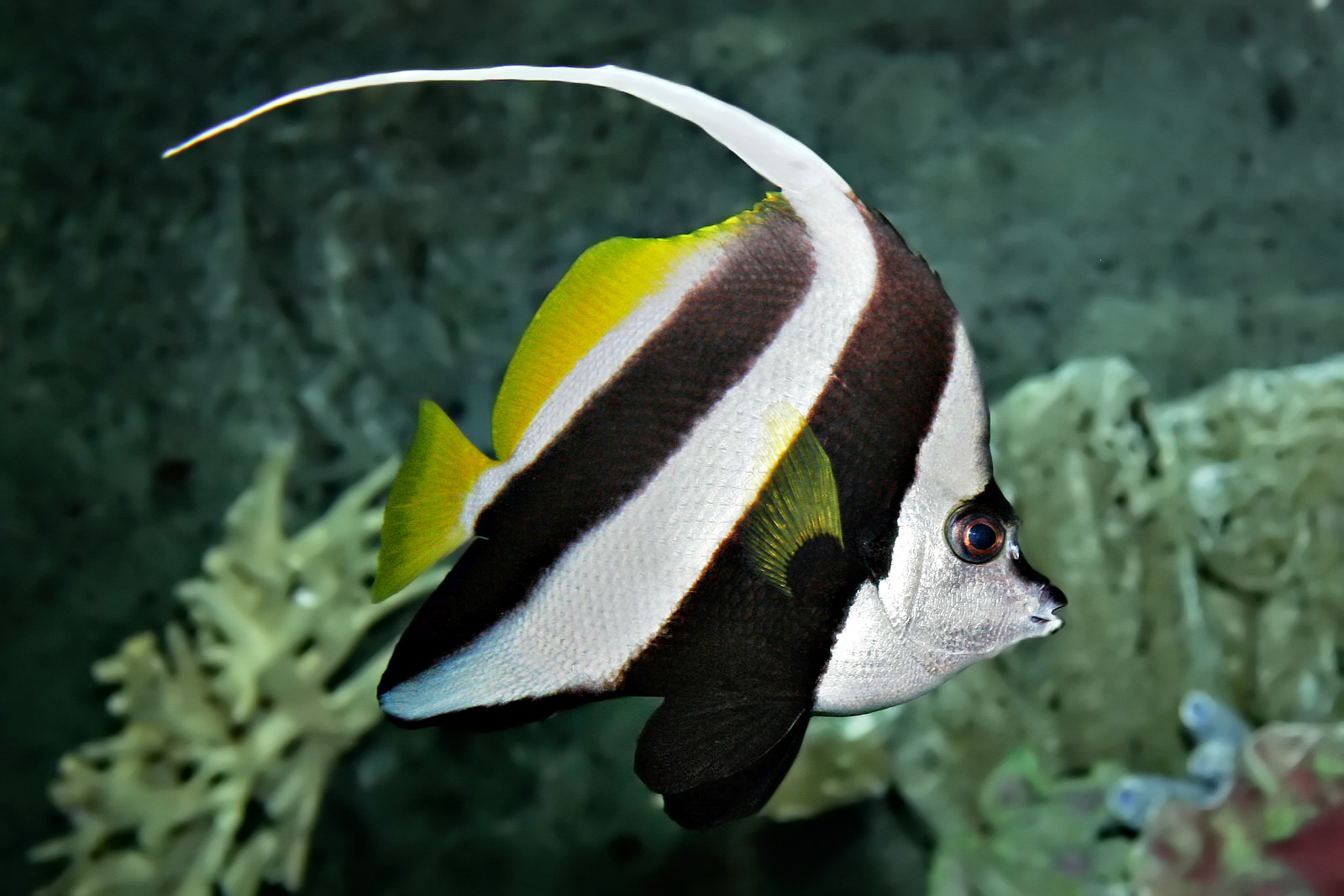
Heniochus acuminatus
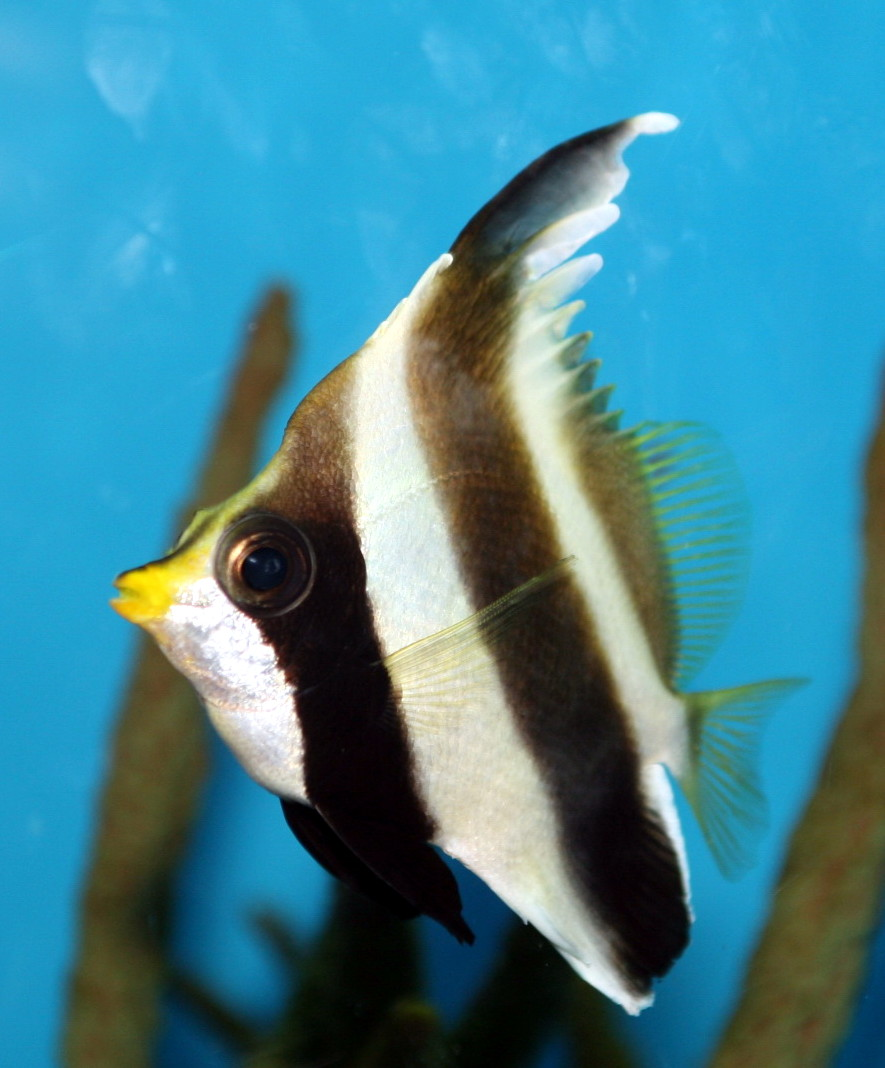
Heniochus chrysostomus
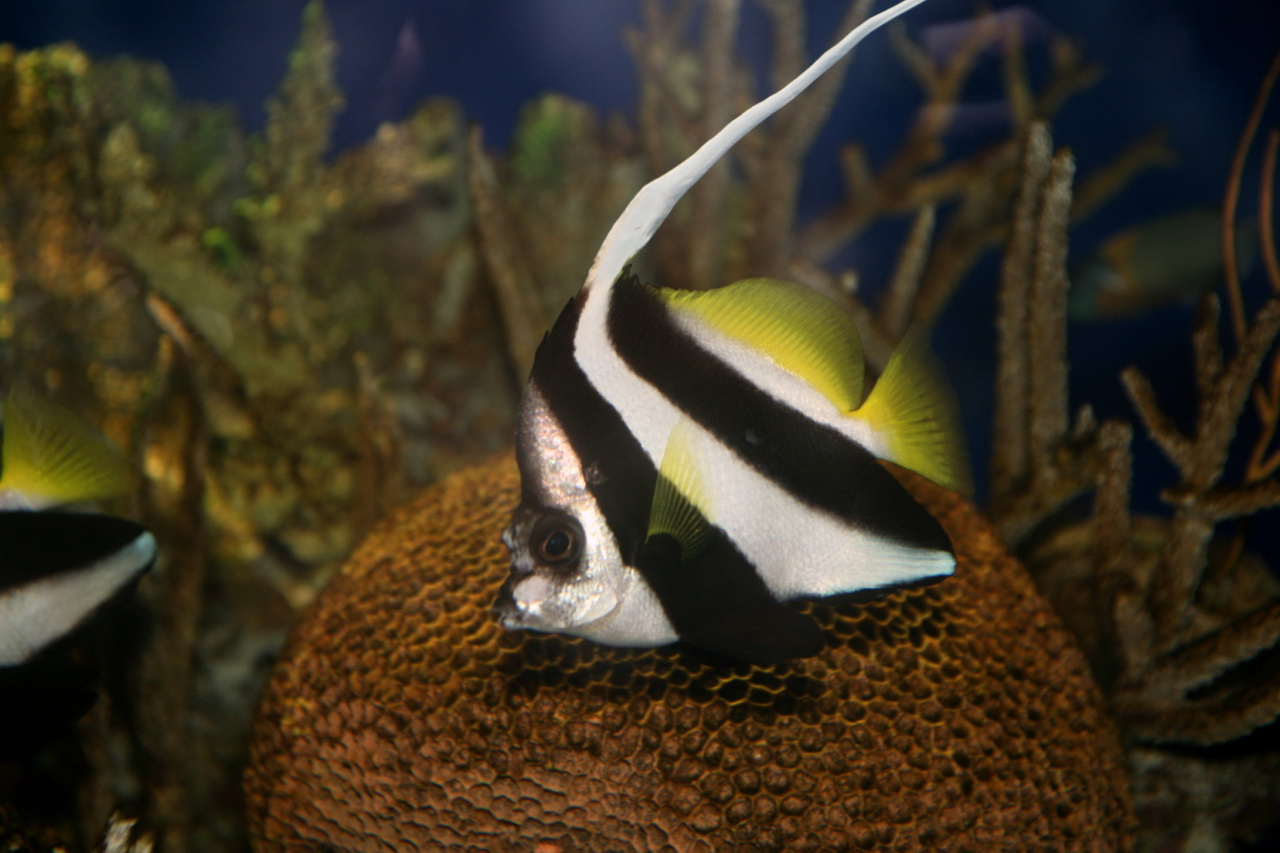
Heniochus diphreutes
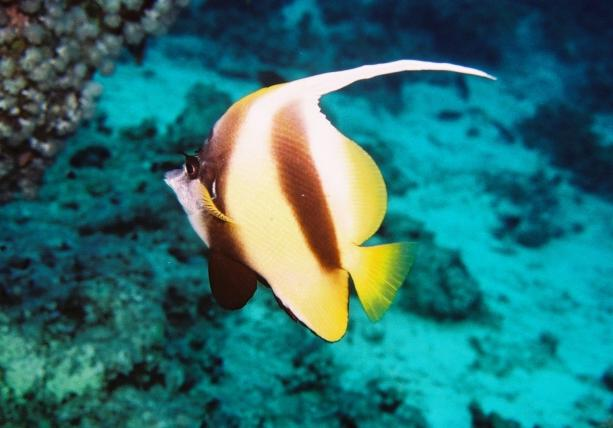
Heniochus intermedius
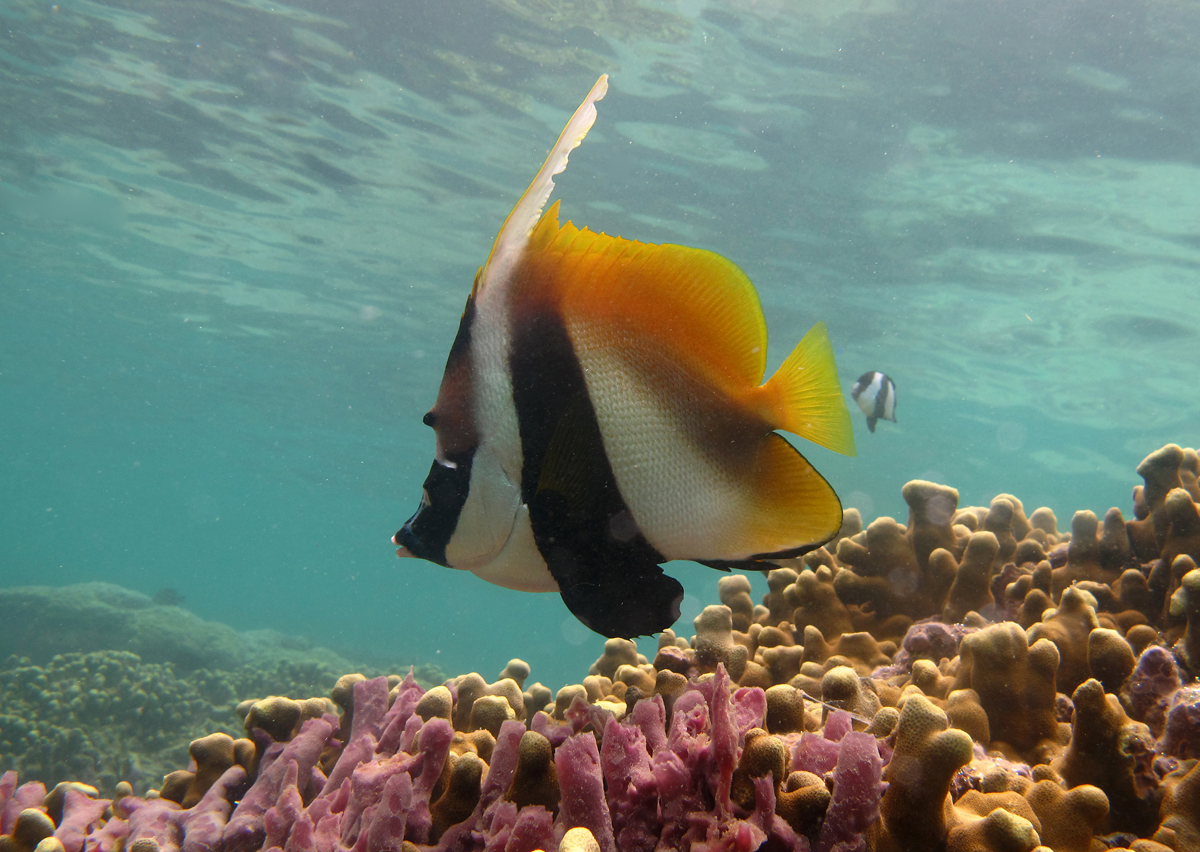
Heniochus monoceros
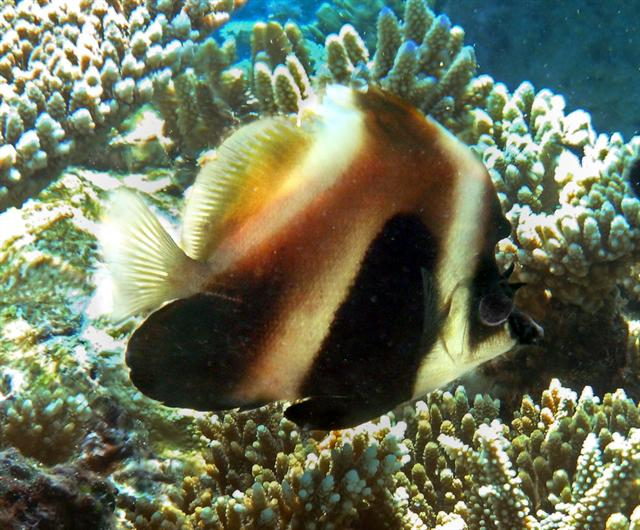
Heniochus pleurotaenia
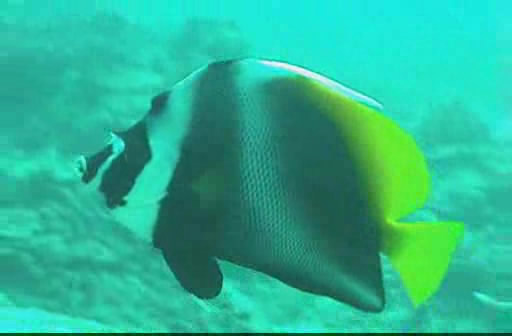
Heniochus singularius
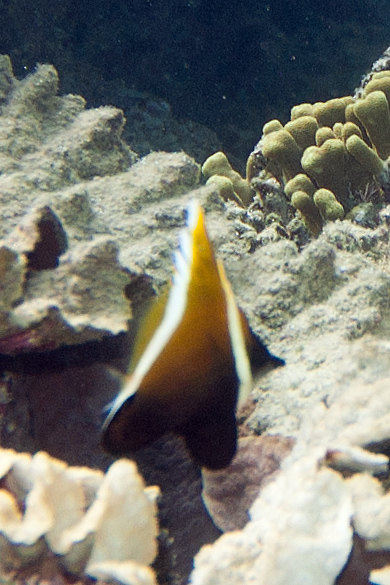
Heniochus varius